# Eliasz Ostaszewski

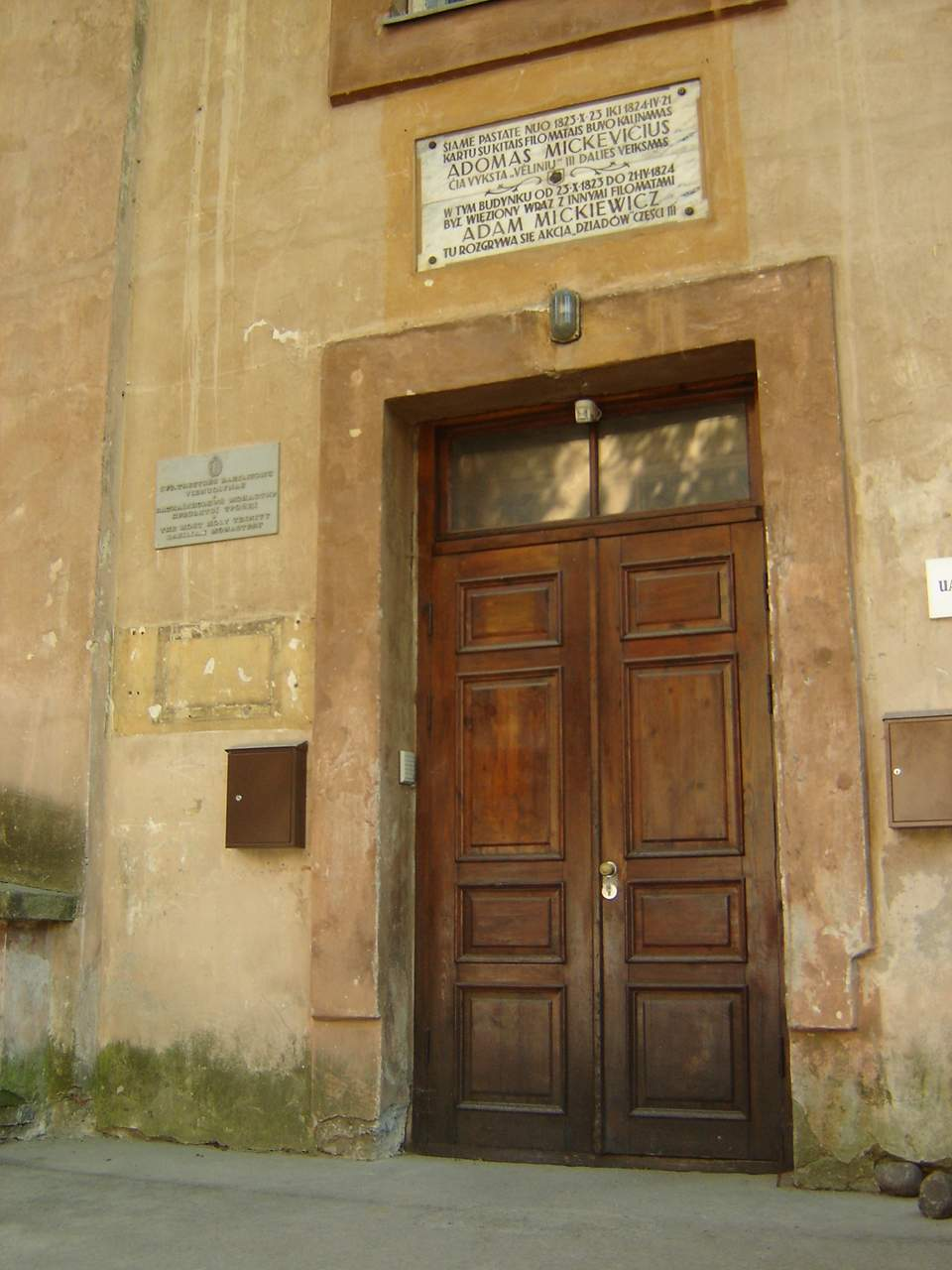
Klasztor Bazylianów w Wilnie. Wejście do skrzydła mieszczącego po 1823 więzienie carskie. Widoczna tablica w językach polskim i litewskim z napisem: “W tym budynku od 23 X 1823 do 21 IV 1824 był więziony wraz z innymi Filomatami Adam Mickiewicz. Tu rozgrywa się akcja “Dziadów” części III". Fotografia z 2005

Eliasz Ostaszewski (ur. 1802) – filareta, student Uniwersytetu Wileńskiego, więzień, pamiętnikarz.

## Życiorys
Urodził się w 1802 w szlacheckiej rodzinie Ostaszewskich herbu Ostoja jako syn Adama Ostaszewskiego, byłego majora kawalerii narodowej i Tekli Dąbrowskiej, właścicieli ziemskich na Wołyniu.
Uczęszczał do szkoły Bazylianów w Lubarze (1809-1819). Następnie był studentem prawa na Uniwersytecie Wileńskim (1819-1824). W czasie studiów przystąpił do patriotycznego Zgromadzenia Filaretów, towarzystwa młodzieży polskiej w Winie powołanego w 1820 roku w celu organicznej pracy edukacyjno-patriotycznej.
W 1823 został wraz z Adamem Mickiewiczem i innymi członkami Zgromadzenia aresztowany przez władze carskie i uwięziony w klasztorze bazylianów w Wilnie, w którym przebywał do 1824 roku. Po wypuszczeniu z aresztu w jego kwaterze w Wilnie zbierali się Adam Mickiewicz, filolog Józef Jeżowski, prawnik Franciszek Malewski, matematyk Wincenty Budrewicz i inni.
Spisał “Siva rerum”, których fragmenty zostały opublikowane w 1894 roku we Lwowie w zbiorze zatytułowanym “Wspomnienia polskich czasów dawnych i późniejszych”, wydanym przez Eustachego Iwanowskiego (1813-1903). Jak pisał wydawca tych wspomnień, Eliasz Ostaszewski był to “znakomitszy obywatel guberni wołyńskiej”, który “staroświeckim obyczajem spisywał współczesne fakta, wrażenia swoje i o polskich książkach przeczytanych uwagi”.
Był właścicielem majątku ziemskiego Pyszki na Wołyniu.
Był ożeniony z Celestyną Staniszewską, zostawił dwie córki: Emilię za Konstantym Piotrem Szaulińskim (ślub 14.02.1865 Żytomierz) i Jadwigę za Edwardem Porczyńskim oraz dwóch synów: Tadeusza Stefana (ur. 10.09.1835 Pyszki, parafia Ostropol), wcześnie zmarłego i Adama, po ojcu dziedzica Pyszek.
Data jego śmierci nie jest znana.